# Colonia della Baia del Massachusetts
La Colonia della Baia del Massachusetts fu un insediamento inglese nella costa orientale di quelli che oggi sono gli Stati Uniti, realizzato nel XVII secolo e chiamato New England. L'insediamento era ubicato nel territorio delle attuali città di Boston e Salem nello stato americano del Massachusetts, che si affaccia sull'omonima baia.

## Primi insediamenti
A seguito delle concessioni ottenute dai vari gruppi coloniali e dalle società commerciali, da parte del re d'Inghilterra ed a seguito del consolidamento delle Tredici colonie, molti gruppi che preesistevano sul territorio, sarebbero entrati successivamente nella storia della Massachusetts Bay Colony.
Alla Plymouth Company fu accordato il possesso dell'area compresa fra il 38º ed il 45º parallelo come parte della concessione data alla Virginia Company nel 1607. Un unico insediamento, la colonia di Popham (alla foce del fiume Kennebec, nell'attuale Maine), fu abbandonato nel 1608. Le terre a sud del 41º parallelo (il sud dell'attuale Long Island), fu dato alla consorella London Company che aveva fatto richiesta di questo territorio già in precedenza.
Nel 1607, il territorio della defunta Plymouth Society fu riorganizzato sotto il Consiglio di Plymouth per la Nuova Inghilterra. Giacomo I concesse "tutte le terre in America tra 40° e 48° nord, da costa a costa". Questo comprendeva tutte le terre comprese dall'attuale New Jersey alla Nuova Scozia.
Nel 1620, un gruppo di coloni che voleva separarsi dalla Chiesa d'Inghilterra, più tardi noti come Padri Pellegrini, si diresse alla volta della colonia della Virginia sulla nave Mayflower. Sbarcò inaspettatamente nella Baia di Capo Cod, dando origine alla colonia di Plymouth.
La scrittura del Patto del Mayflower e la fondazione della Colonia di Plymouth, vengono insegnati negli Stati Uniti come eventi fondamentali nella storia della nazione. Ma fu la Massachusetts Bay Colony e le successive Salem e Boston, che avrebbero dominato la regione della Nuova Inghilterra per la loro popolazione e la relativa forza economica. E fu la Baia del Massachusetts che dette poi in nome alla omonima provincia che nel 1691-1692 assorbì Plymouth ed alcune altri insediamenti vicini.
Alla provincia del Maine fu accordato un brevetto reale nel 1622 che comprendeva i territori compresi fra il fiume Merrimack ed il Kennebec, nella media costa del Maine attuale.

## I predecessori

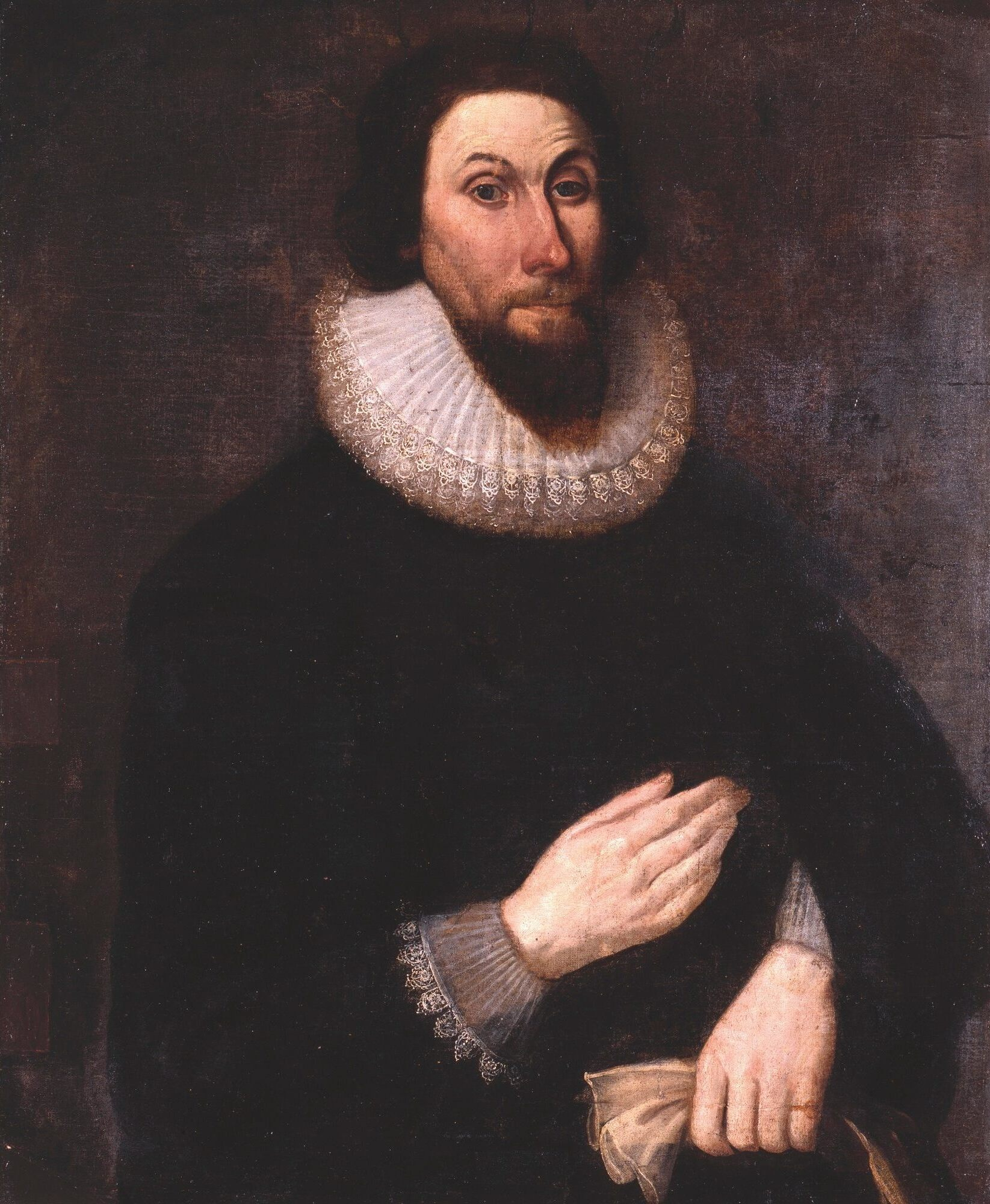
John Winthrop guidò la prima grande ondata di coloni dall'Inghilterra nel 1630 e prestò servizio come governatore della colonia per 12 anni

Nel 1623 la Sheffield Patent assegnò il Capo Ann a Robert Cushman, Edward Winslow ed ai loro soci. Durante l'inverno 1623-1624, John White e la Società Dorchester fissò su questa terra la sua base operativa (nell'attuale Gloucester). Nel 1625 invitarono Roger Conant ad intraprendere l'attività di pesca nella colonia. Nell'impresa si associarono con alcuni membri della colonia di Plymouth. Nel 1626, visto che i tentativi erano andati a vuoto, la maggior parte dei coloni tornarono in Inghilterra ma Conant continuò nella sua impresa che cambiò nome trasferendosi a Salem nel 1629, dove venne creato un punto di commercio.
La Società Dorchester andò in bancarotta nel 1627 e fu sostituita dalla "Società di Nuova Inghilterra". La Società ricevette un brevetto di concessione terriera dal Consiglio di Plymouth per la Nuova Inghilterra, che stendeva il territorio fino al fiume Charles.
John Endicott condusse un gruppo di Puritani a Salem, e divenne governatore dal loro arrivo fino al 6 settembre 1628.
La Massachusetts Bay Society sostituì entrambe le società quando i Puritani furono capaci di convertire i brevetti in una concessione reale che consentì la costituzione della Società della Baia di Massachusetts in Nuova Inghilterra. Matthew Cradock venne nominato primo governatore di questa società il 18 marzo 1628. John Winthrop fu poi il secondo governatore.

## Una colonia puritana
I primi 400 coloni giunsero nell'aprile del 1629. La maggior parte di loro, ma non tutti, erano Puritani ed alcuni eventi accaduti durante la primavera e l'estate del 1629 li convinsero che potevano uscire dal loro territorio per punire peccati e peccatori.
La colonia celebrò il suo primo giorno del ringraziamento l'8 luglio e si dedicò a portare avanti la gerarchia della chiesa continuando nella crescita. Alcuni di loro, rifiutati in Inghilterra, si trasferirono nel nuovo mondo con tutte le loro comunità, così John Cotton, Roger Williams, Thomas Hooker, ed altri divennero leader di congregazioni Puritane in Massachusetts.
La Corte Generale del Massachusetts accordò alla colonia l'autorità di eleggere ufficiali e formulare leggi per la colonia. La sua prima riunione avvenne nell'ottobre del 1630, ma vi parteciparono soltanto otto membri. Essi decisero di assegnare i poteri legislativo, esecutivo e giudiziario ad un consiglio del Governatore che era costituito da loro stessi. Questo consiglio stabilì i confini degli insediamenti, istituì delle tasse ed elesse gli ufficiali delle milizie. Per reprimere delle agitazioni scaturite da questa stretta legislativa, nominarono 118 coloni che annessero alla corte come liberi cittadini, ma il potere rimase nelle mani degli otto. I primi malumori contro le decisioni del consiglio sorsero quando venne imposta una tassa sulla colonia nel 1632, ma Winthrop fu capace di acquietare gli animi.
Nel 1634, il problema di governo si presentò di nuovo, ed un gruppo capeggiato da Thomas Dudley richiese di vedere la concessione che non era stata mostrata a loro. Essi vennero a conoscenza che la Corte generale avrebbe dovuto formulare le leggi e che tutti i cittadini ne sarebbero stati membri. Il gruppo richiese che la concessione venisse rafforzata, ma giunsero comunque ad un compromesso con il governatore Winthrop. Essi accettarono che la Corte fosse costituita da due elementi scelti da ogni città, dai membri del Consiglio e dal Governatore. Questa corte avrebbe avuto giurisdizione sull'incremento della tassazione, e sulle decisioni prese nell'interesse della comunità. Quello che il governatore non si aspettava erano le limitazioni proposte, compresa l'elezione del governatore e Dudley venne eletto.
La prima rivoluzione era completata: una società di commercio era divenuta una democrazia rappresentativa. Entro il 1641, la colonia aveva aggiunto il suo primo codice di leggi, il Massachusetts Body of Liberties, scritto da Nathaniel Ward, basato sulla bozza di John Cotton (Abstract of the Laws of New-England, As They Are Now Established) che specificava il comportamento richiesto e punizioni da applicare facendo riferimento ai precetti cristiani della Bibbia. È degno di nota che questi uomini non riscontravano contraddizioni tra i precetti della teocrazia che essi difendevano ed i precetti della democrazia che stava prendendo forma; al contrario, essi dichiararono che l'una cosa richiedeva l'altra. Per esempio: "Tutti i magistrati saranno scelti. Deut. 1:13, 17, 15. Dai liberi cittadini.". La prima persona ad essere giudicata nella colonia fu Margaret Jones, una donna medico accusata di essere una "strega". John Winthrop volle che la colonia puritana fosse una "città su una collina", ovvero un esempio della loro fede per altre colonie.

## Elenco delle colonie
- Weymouth (Wessagusset) - 1622 come parte della colonia di Plymouth; poi parte della Colonia della Baia del Massachusetts nel 1630
- Gloucester - 1623 (Dorchester Company)
- Chelsea - 1624
- Salem - 1626 (Dorchester Company)
- Charlestown - 1628 (prima capitale ora parte di Boston)
- Lynn - 1629
- Manchester-by-the-Sea (Jeffery's Creek) - 1629
- Boston - 1630 (da Shawmut and Trimountaine)
- Medford - 1630
- Mystic[11]
- Everett - 1630 (insediamento)
- Watertown - 1630 (su terre ora parte di Cambridge)
- Cambridge (Newtowne) - 1630 (vicino Harvard Square)
- Roxbury - 1630 (ora parte di Boston)
- Dorchester - 1630 (ora parte di Boston)
- Ipswich - 1633
- Newbury - 1635
- Arlington (Menotomy, allora parte di Newtowne) - 1635
- Sandwich - 1637
- Salisbury - 1638

## Storia successiva
La Provincia del New Hampshire fu parte della Massachusetts Bay Colony dal 1641 al 1679 e poi dal 1688 al 1691.
Nel 1643 la Massachusetts Bay si unì con la colonia di Plymouth, la Connecticut Colony e la New Haven Colony nella New England Confederation.
Dal 1686, la Massachusetts Bay venne unificata amministrativamente, da Giacomo II con le altre colonie della Nuova Inghilterra nel Dominio della Nuova Inghilterra. Nel 1688, la provincia di New York, il Jersey dell'est e dell'ovest, vennero annesse alle altre. Nel 1689, il Dominio si dissolse con il rovesciamento del re a seguito della gloriosa rivoluzione.
Nel 1691-1692, la Massachusetts Bay fu unificata con la colonia di Plymouth, Martha's Vineyard, Nantucket e la provincia del Maine che andarono a formare la provincia della Massachusetts Bay.